# Julia Bolles

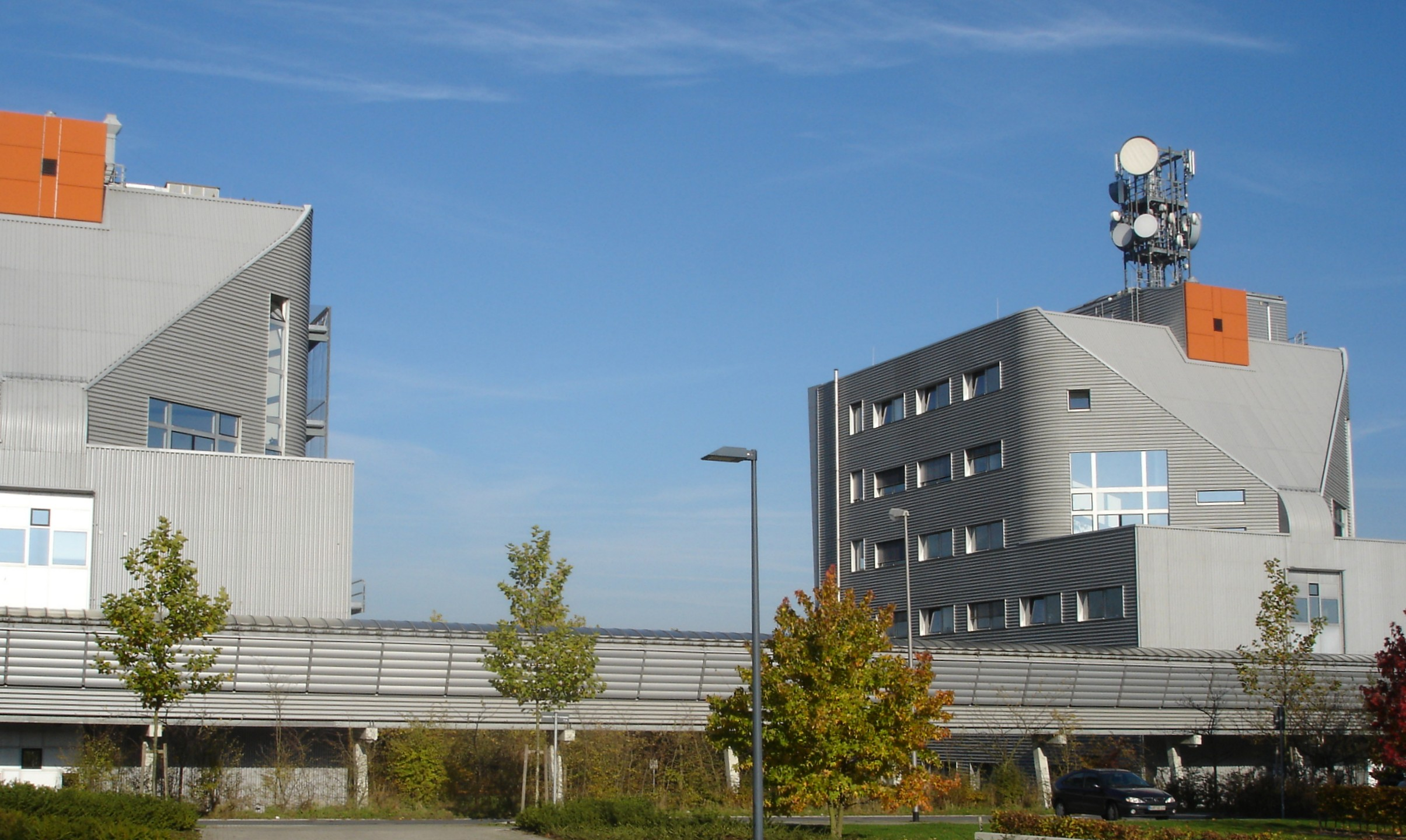
Technologiehof en Münster, Bolles + Wilson

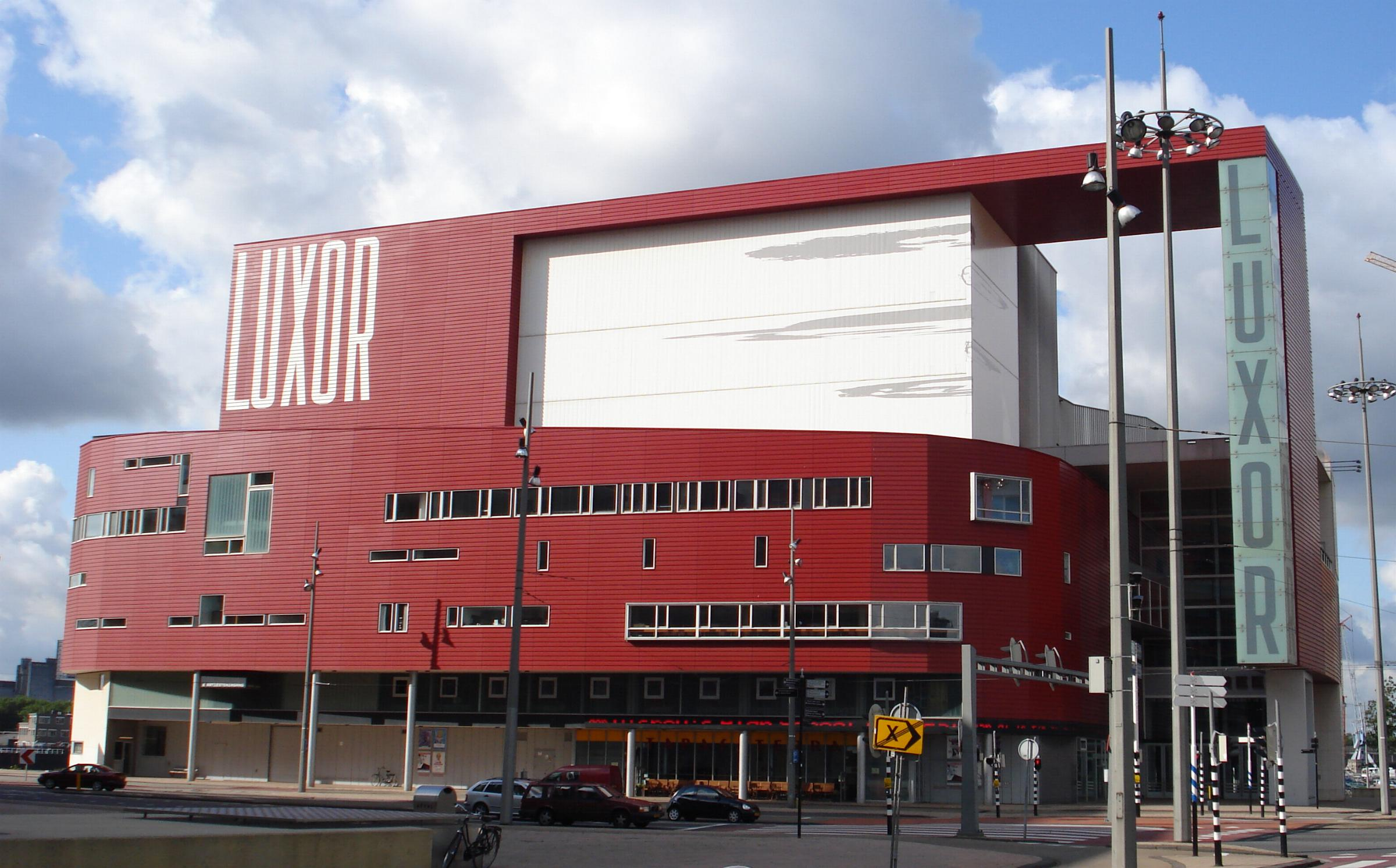
Teatro Luxor en Róterdam, Bolles + Wilson

Julia Bolles-Wilson, (Münster, 1948), conocida como Julia Bolles es una arquitecta alemana, ganadora del primer premio de la Biblioteca de Münster.

## Biografía

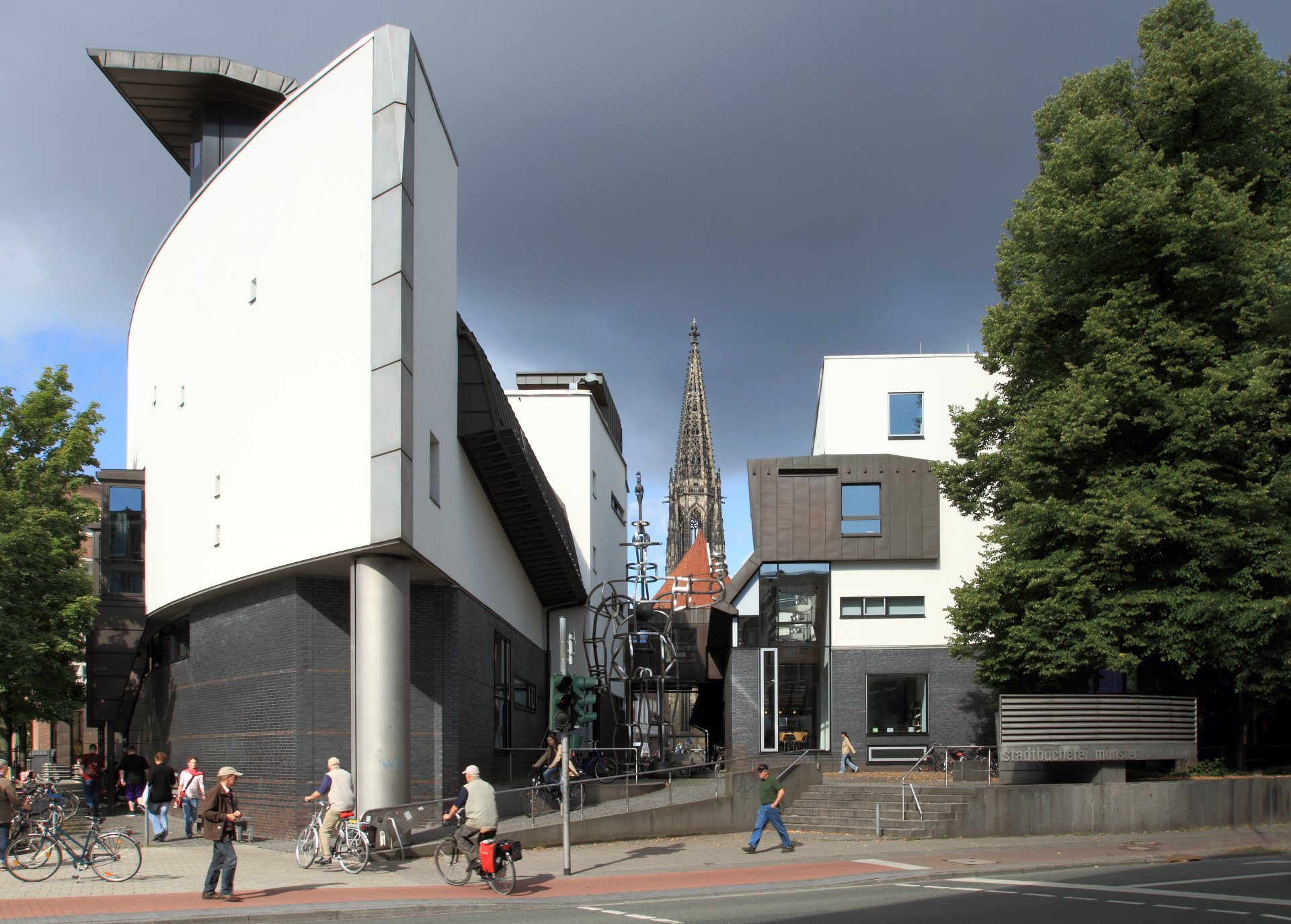
Biblioteca de la ciudad de Münster, Bolles + Wilson

Después de completar sus estudios primarios y secundarios se graduó en Arquitectura en el Instituto Tecnológico de Karlsruhe y más tarde se trasladó a Londres, donde hizo su postgrado en la Architectural Association, y allí conoció a quien sería su esposo y padre de sus hijos, Peter Wilson. Previo al matrimonio se asociaron con el nombre de Wilson Partherships.

## Trayectoria
En 1987 obtuvo en Münster, su ciudad natal, el primer premio de la Biblioteca local y como debían viajar entre Londres y esa ciudad para cumplimentar el proyecto y debían hacerlo con sus hijos que eran muy pequeños decidieron mudarse a esa ciudad. Establecieron en esa localidad el estudio denominado Bolles+Wilson que con el tiempo logró ser uno de los estudios de arquitectura más conocidos a nivel mundial.
Además de las obras construidas en Münster tienen proyectos en Japón, Holanda, Albania, Dinamarca e Italia. Muchos encargos se deben a la participación en concursos. Tal es el caso de la Biblioteca de la Ciudad de Helmond, el Jardín de Infantes San Sebastián y la Biblioteca Nacional de Luxemburgo. Sus obras han sido reconocidas por sus colegas como el Ayuntamiento de Raakspoort Haarlem, en los Países Bajos,  con el Premio Ladrillo 2012 y la Nueva sede para la Planta de Hormigón en Erwitte con el Premio internacional de Arquitectura.
Habitualmente es jurado en concursos de arquitectura, y a su vez la mayoría de los trabajos que realiza en el estudio son obtenidos a partir de participar en competencias arquitectónicas de distintas ciudades del mundo. Es en este espacio donde combina su amplia experiencia en la práctica arquitectónica con sus años en la docencia.

## Docencia
Julia Bolles estuvo realizando actividad docente entre 1981 y 1986, ejerciendo de profesora de arquitectura en la Escuela de Arte de Chelsea, Londres, labor que continuaría tras su traslado a Münster, donde, desde 1996, es profesora de diseño arquitectónico en la msa (Escuela de arquitectura de Münster), Escuela de arquitectura de la que es decana.